# Pseudotectaria analamazaotrensis
Pseudotectaria analamazaotrensis är en ormbunkeart som beskrevs av Rakotondr. Pseudotectaria analamazaotrensis ingår i släktet Pseudotectaria och familjen Tectariaceae. Inga underarter finns listade.